# Église Saint-Paul de Qingdao
l'église Saint-Paul de Qingdao (chinois : 青岛圣保罗堂) est une église protestante construite en 1940-1941 par l'architecte Wladimir Yourieff, architecte de plus de 400 bâtiments de la ville dans les années 1930 et 1940.